# 대만 항공 우주국
대만 항공 우주국(중국어: 國家太空中心, 영어: Taiwan Space Agency, 약칭 TASA)은 중화민국의 우주 탐사 기관이다. 1999년 1월 27일에 과학위성 Formosat-1을 발사했다.

## 역사
- 1991년 10월 설립
- 1999년 1월 27일 과학위성 Formosat-1 발사
- 2004년 5월 19일 관측위성 Formosat-2 발사
- 2019년 6월 25일 우주 기후 관측 위성 Formosat-7 발사